# Hadena persica
Hadena persica là một loài bướm đêm trong họ Noctuidae.